# 奧希伊夫卡 (哈爾科夫州)
49°5′6″N 35°45′57″E / 49.08500°N 35.76583°E
奧吉伊夫卡（烏克蘭語：Огіївка），是烏克蘭東部的村莊，隸屬哈爾科夫州的別列斯京區。該村始建於1924年，面積4.81平方公里，海拔高度128米，2001年人口915，人口密度每平方公里190.2人。